# Оболонська сільська рада (Семенівський район)
Оболонська сільська рада — колишній орган місцевого самоврядування у Семенівському районі Полтавської області з центром у c. Оболонь.
Населення на 01.01.2011 р. становило 2234 особи.

## Населені пункти
Сільраді були підпорядковані населені пункти:
- c. Оболонь
- с. Зікранці
- с. Наталенки
- с. Тукали